# Гааб, Махмуд Абди
Махмуд Абди Гааб (сомал. Maxamuud Cabdi Gaab) — сомалийский политический деятель, губернатор провинции Хиран с 2011 по 2014 год.
1 января 2012 года вместе с сопровождающей делегацией из Уганды Гааб прибыл в столицу Кении, Найроби. Во время своего пребывания там он встретился с различной интеллигенцией, учёными и религиозными лидерами Хирана.